# Shelby (Michigan)
Shelby est un village situé dans l’État américain du Michigan dans le comté d'Oceana. Selon le recensement de 2010, sa population est de 2 065 habitants.